# Pharodes clini
Pharodes clini is een eenoogkreeftjessoort uit de familie van de Chondracanthidae. De wetenschappelijke naam van de soort is voor het eerst geldig gepubliceerd in 1900 door Vaney & Conte.